# قبر قيصر (بهمئي غرمسيري الجنوبي)
قبر قیصر (بالفارسية: قبرقیصر) هي قرية تقع في إيران في قسم بهمئي غرمسیري الجنوبي الريفي. يقدر عدد سكانها بـ 432 نسمة بحسب إحصاء 2016.